# Giải Jawaharlal Nehru
Giải Jawaharlal Nehru tên đầy đủ là Giải Jawaharlal Nehru cho sự Thông cảm quốc tế là một giải thưởng quốc tế của chính phủ Ấn Độ để vinh danh Jawaharlal Nehru, vị thủ tướng đầu tiên của Ấn Độ.
Giải này được thiết lập năm 1965, do "Hội đồng quan hệ Văn hóa Ấn Độ" (Indian Council for Cultural Relations) quản lý, dành cho những người "có đóng góp xuất sắc vào việc thúc đẩy sự Thông cảm quốc tế, thiện chí và tình hữu nghị giữa các dân tộc trên thế giới". Khoản tiền thưởng của giải là 2,5 triệu rupee. Năm 1986 và từ năm 1996 tới 2003, không trao giải.

## Những người đoạt giải
| Năm         | Người đoạt giải                     | Quốc gia                                   |
| ----------- | ----------------------------------- | ------------------------------------------ |
| 1965        | U Thant                             | Myanmar                                    |
| 1966        | Martin Luther King, Jr. (truy tặng) | Hoa Kỳ                                     |
| 1967        | Khan Abdul Gaffar Khan              | Pakistan                                   |
| 1968        | Yehudi Menuhin                      | Hoa Kỳ                                     |
| 1969        | Mother Teresa                       | Ấn Độ                                      |
| 1970        | Kenneth Kaunda                      | Zambia                                     |
| 1971        | Josip Broz Tito                     | Cộng hòa Liên bang Xã hội chủ nghĩa Nam Tư |
| 1972        | André Malraux                       | Pháp                                       |
| 1973        | Julius Nyerere                      | Tanzania                                   |
| 1974        | Raul Prebisch                       | Argentina                                  |
| 1975        | Jonas Salk                          | Hoa Kỳ                                     |
| 1976        | Giuseppe Tucci                      | Ý                                          |
| 1977        | Tulsi Meherji Shrestha              | Nepal                                      |
| 1978        | Nichidatsu Fujii                    | Nhật Bản                                   |
| 1979        | Nelson Mandela                      | Nam Phi                                    |
| 1980        | Barbara Ward                        | Anh Quốc                                   |
| 1981        | Alva Myrdal Gunnar Myrdal           | Thụy Điển                                  |
| 1982        | Leopold Sedar Senghor               | Sénégal                                    |
| 1983        | Bruno Kreisky                       | Áo                                         |
| 1984        | Indira Gandhi (truy tặng)           | Ấn Độ                                      |
| 1985        | Olof Palme (truy tặng)              | Thụy Điển                                  |
| 1986        | Không trao giải                     |                                            |
| 1987        | Javier Pérez de Cuéllar             | Perú                                       |
| 1988        | Yasser Arafat                       | Palestine                                  |
| 1989        | Robert Mugabe                       | Zimbabwe                                   |
| 1990        | Helmut Kohl                         | Đức                                        |
| 1991        | Aruna Asaf Ali                      | Ấn Độ                                      |
| 1992        | Maurice Strong                      | Canada                                     |
| 1993        | Aung San Suu Kyi                    | Myanmar                                    |
| 1994        | Mahathir Mohamad                    | Malaysia                                   |
| 1995        | Hosni Mubarak                       | Ai Cập                                     |
| 1996 - 2002 | Không trao giải                     |                                            |
| 2003        | Goh Chok Tong                       | Singapore                                  |
| 2004        | Sultan Qaboos (chưa trao tặng)      | Oman                                       |
| 2005        | Wangari Maathai                     | Kenya                                      |
| 2006        | Luiz Inácio Lula da Silva           | Brasil                                     |
| 2007        | Olafur Ragnar Grimsson              | Iceland                                    |
| 2009        | Angela Merkel                       | Đức                                        |